# Gaoren
Gaoren (kinesiska: 高仁, 高仁乡) är en socken i Kina. Den ligger i den autonoma regionen Ningxia, i den nordvästra delen av landet, omkring 42 kilometer nordost om regionhuvudstaden Yinchuan. Antalet invånare är 5 111. Befolkningen består av 2 575 kvinnor och 2 536 män. Barn under 15 år utgör 18,0 %, vuxna 15-64 år 74 %, och äldre över 65 år 7,0 %.
Genomsnittlig årsnederbörd är 287 millimeter. Den regnigaste månaden är juli, med i genomsnitt 70 mm nederbörd, och den torraste är december, med 1 mm nederbörd.